# Арчі Старк
Арчибальд Макферсон Старк (англ. Archibald McPherson Stark; 21 грудня 1897 — 27 травня 1985), більш відомий як Арчі Старк (англ. Archie Stark) — американський футболіст, нападник, один із найвідоміших гравців США 20-х і 30-х років XX століття. Старк провів дев'ять сезонів в напівпрофесійній лізі NAFBL (National Association Football League) і дванадцять сезонів у професійній лізі ASL (American Soccer League). Арчі двічі виходив на поле у формі національної збірної США, забивши при цьому 4 м'ячі. У 1950 році Старк був включений в Національну залу футбольної слави США.
Згідно з дослідженнями МФФІС, Старк утримує світовий рекорд за кількістю забитих голів у одному сезоні вищої футбольної ліги.

## Молодість і початок кар'єри
Арчибальд Старк народився в Шотландії, переїхав з родиною до США, коли йому було тринадцять. Сім'я Старка розташувалася в графстві Гудзон, де молодий Арчі незабаром після переїзду почав свою футбольну кар'єру в команді «Вест Гадсон Джуніорс». Незважаючи на те, що ім'я у великому футболі Старк зробив собі як нападник, у своїй першій команді він виступав на позиції захисника. Через рік Арчі став гравцем-професіоналом, почавши виступати в NAFBL за американо-шотландський клуб «Карні Скотс». На той момент йому було всього 14 років. Всього за «Скотс» Арчі провів чотири сезони, домігшись з командою найбільшого успіху в 1915 році: команда виграла Американський Кубок (American Cup), а Арчі забив єдиний гол у фіналі турніру (проти команди «Бруклін Селтік»). В кінці сезону 1915/16 Старк перейшов в клуб «Бебкок енд Вілкокс», що базувався в місті Байон.
В кар'єру Старка втрутилася Перша світова війна. В 1917 році Арчибальд потрапив до лав армії США, під час служби в якій перебував на території Франції. Кар'єра Арчі ненадовго перервався.

## Повоєнне повернення
У 1919 році, коли Арчі повернувся в Америку з війни, він приєднався до команди «Патерсон», яка в тому сезоні дійшла до фіналу Національного Кубка виклику, де програла клубу «Бетлегем Стіл» — однієї з майбутніх команд Арчі, в якій він заробив найбільшу славу. Варто відзначити, що Арчі виступав у складі «Бетлегема» під час туру по Швеції і Данії у серпні-вересні 1919 року. Потім Арчі перебрався в клуб «Гаррісон», який грав у NAFBL. В результаті нова команда Старка стала чемпіонами Ліги, але сталося це досить дивним чином: за підсумками чемпіонату «Бетлегем» мав на одне очко більше і, отже, мав бути оголошений чемпіоном, але керівництво Ліги прийняло незрозуміле рішення про нагородження золотими медалями «Гаррісона». «Бетлегем Стіл» подав протест в Американську футбольну асоціацію, але він був відхилений, а рішення про чемпіонство «Гаррісона» залишено в силі. Після чемпіонського сезону Старк відіграв за «Гаррісон» ще один сезон, але коли було вирішено сформувати нову більш сильну лігу (ASL), перейшов в «Нью-Йорк Філд Клаб», який грав у ній. У новій команді Арчі показав себе як відмінний забивний форвард. Всі три сезони, особливо останній, Старк забивав майже у кожному матчі. У підсумку за три роки в Нью-Йорку Старк в 69 матчах забив 45 м'ячів, а в останньому для нього в цьому клубі (сезон 1923/24) 21 м'яч в 25 іграх.

## «Бетлегем Стіл»
У 1924 «Бетлегем» купив Арчі Старка, одного з провідних гравців «Нью-Йорка»: у нью-йоркців була серйозна фінансова заборгованість, і для її погашення гравців стали розпродавати. Також «Бетлегем» був одним з найбагатших клубів Ліги і витрачав велику кількість грошей на нових гравців, в основному вихідців з Великої Британії. Перехід в «Бетлегем» сильно вплинув на подальшу кар'єру Старка: у новій команді він грав на позиції центрфорварда, а не на місці правого вінгера, на якому він грав за «Нью-Йорк». У новому клубі найкращим для Арчі став перший сезон: в 44 іграх він забив 67 м'ячів. Цей результат є світовим рекордом за кількістю м'ячів за один сезон. У наступному сезоні Арчі завоював перший трофей в новій команді, а саме Кубок Виклику, в якому у фіналі був переможений «Бен Міллерс» з рахунком 7:2, Старк відзначився хет-триком. Потім «Бетлегем» виграв титул чемпіона ASL сезону 1926/27, а також титул переможця ESL (Східна Футбольна Ліга) сезону 1928/29.
У той час відбувалися так звані «Футбольні війни». У 1927 році ФІФА назвала ASL «лігою без закону». Причиною цього стали розбіжності між ФІФА та Американською федерацією футболу (USSFA) з одного боку і ASL з іншого боку. Футбольні федерації наполягали на тому, щоб всі команди, що входять в ASL обов'язково брали участь у Відкритому Кубку Сполучених Штатів, однак ASL відмовилася змушувати свої команди в цьому, після чого і отримала настільки невтішні висловлювання на свою адресу. На стороні Ліги при цьому був федеральний закон, і ASL оголосила, що більше не збирається дотримуватися правил ФІФА і буде її бойкотувати. ASL була однією з найбільш конкурентоспроможних та високооплачуваних ліг у світі в той час, і її керівництво очікувало, що багато видатних гравців продовжать стікатися в ASL всупереч ФІФА. Щоб змінити положення ASL, USSFA організував у жовтні 1928 конкуруючу лігу — ESL. «Бетлегем Стіл», всупереч рішенню керівництва ASL, вирішив взяти участь в Кубку США і був дискваліфікований за це лігою на сім ігор в сезоні 1928/29, після чого керівництво клубу вирішило приєднатися до ESL. Старк і «Бетлегем Стіл» грали в ESL два сезони, а потім повернулися в ASL, в якій провели єдиний сезон, що став останнім для команди: ані клуб, ані ASL не змогли протистояти фінансовим проблемам, накладеним цією ситуацією, і «Футбольні війни» призвели до розформування «Бетлегем Стіл» і занепаду ASL. Після розвалу «Бетлегема» Старк став гравцем команди «Фолл-Ривер Марксмен», в її складі Арчі брав участь в турі по Європі, однак команда зіткнулася з фінансовими проблемами і була змушена залишити своїх гравців у Будапешті, звідки вони добиралися в Штати самостійно, третім класом.

## Закінчення кар'єри
Потім Арчі Старк перейшов в «Ньюарк Амеріканс», за який виступав в ASL 2 сезони (у 1933 команда розпалася); статистика тих сезонів не збереглася, тому невідомо, скільки м'ячів забив тоді Арчі.
Наступний сезон став для Старка останнім, але яскравим. На зміну ASL прийшла нова ліга, ASL II. Старк виступав у цій лізі в команді «Карні Айріш», з якою виграв чемпіонський титул, в тому сезоні він розділив звання кращого бомбардира з Раццо Керролом з «Карні Скотс».

## Кар'єра в збірній
Незважаючи на талант і яскраву кар'єру, Старк провів за національну команду Сполучених Штатів всього два матчі, обидві гри були проти сусідів з Канади і проходили в 1925 році. У червні відбувся матч у Квебеку, який господарі виграли 1:0. Другий матч проходив у листопаді в США і був виграний господарями з рахунком 6:1 завдяки п'яти м'ячів Старка.
Старк запрошувався до збірної для участі в першому чемпіонаті світу, але відмовився.
У 1950 році Арчі Старк був включений в Національну залу футбольної слави США.

## Досягнення
- Володар світового рекорду за кількістю голів в одному сезоні вищого дивізіону: 67 голів

## Статистика виступів
| Клуб              | Сезон             | Ліга | Ліга | Кубок США | Кубок США | Кубок АФЛ | Кубок АФЛ | Всього | Всього | Товариські матч | Товариські матч | Всього | Всього |
| Клуб              | Сезон             | Ігри | Голи | Ігри      | Голи      | Ігри      | Голи      | Ігри   | Іоли   | Ігри            | Голи            | Ігри   | Голи   |
| ----------------- | ----------------- | ---- | ---- | --------- | --------- | --------- | --------- | ------ | ------ | --------------- | --------------- | ------ | ------ |
| Бетлегем Стіл     | 1924/25           | 44   | 67   | -         | -         | 2         | 3         | 46     | 70     | 2               | 5               | 48     | 75     |
| Бетлегем Стіл     | 1925/26           | 37   | 43   | 5         | 7         | 4         | 4         | 46     | 54     | 4               | 3               | 50     | 57     |
| Бетлегем Стіл     | 1926/27           | 29   | 24   | 3         | 0         | 1         | 2         | 33     | 26     | 7               | 6               | 40     | 32     |
| Бетлегем Стіл     | 1927/28           | 49   | 32   | 2         | 1         | 4         | 6         | 55     | 39     | 4               | 1               | 59     | 40     |
| Бетлегем Стіл     | 1928/29           | 40   | 50   | 4         | 6         | -         | -         | 44     | 56     | 8               | 11              | 52     | 67     |
| Бетлегем Стіл     | 1929/30           | 33   | 43   | 5         | 6         | -         | -         | 38     | 49     | 4               | 3               | 42     | 52     |
| Всього за кар'єру | Всього за кар'єру | 232  | 259  | 19        | 20        | 11        | 15        | 262    | 294    | 29              | 29              | 291    | 323    |